# 無機マテリアル学会
無機マテリアル学会（むきまてりあるがっかい、英語: The Society Of Inorganic Materials, Japan (SIMJ)）は、日本の学術研究団体の一つ。

## 概要
1950年2月11日設立。学術研究団体としての種別は単独学会。
化学・材料工学を学術研究領域とし、石膏・石灰・セメントやこれらと関連する新素材の研究ならびにその利用と技術の向上をはかり、学術の振興および産業の発展を寄与することを目的に設立された。
国際会議としては、Internstional Symposium on Inorganic and Environmental Materialsを主催している。

## 沿革
- 1950年 - 石膏研究会設立。
- 1953年 - 石膏石灰研究会に改称。
- 1965年 - 石膏石灰学会に改称。
- 1995年 - 無機マテリアル学会に改称。

## 刊行物

### Journal of the Society of Inorganic Materials, Japan
- 誌名（和文）：Journal of the Society of Inorganic Materials, Japan
- 誌名（欧文）：Journal of the Society of Inorganic Materials, Japan
- 創刊年：1950
- 資料種別：ジャーナル（査読付き論文を含む）
- 使用言語：日英混在
- 発行形態：印刷体
- 著作権帰属先：学会
- クリエイティブコモンズ：-
- 購読：-